# Malhou
Malhou é uma povoação portuguesa do Município de Alcanena que foi sede da Freguesia de Malhou, freguesia que tinha 11,74 km² de área e 773 habitantes (2011), e, por isso, uma densidade populacional de 65,8 hab/km².
A Freguesia de Malhou foi extinta (agregada), em 2013, no âmbito de uma reforma administrativa nacional, tendo sido agregada às freguesias de Louriceira e Espinheiro para formar uma nova freguesia denominada União das Freguesias de Malhou, Louriceira e Espinheiro da qual é sede Espinheiro.
A Freguesia de Malhou pertenceu ao antigo concelho de Pernes, que foi extinto no ano de 1855, tendo passado então para o de Santarém e posteriormente para o de Alcanena em 1914, quando este foi criado.

## População
| População da freguesia de Malhou | População da freguesia de Malhou | População da freguesia de Malhou | População da freguesia de Malhou | População da freguesia de Malhou | População da freguesia de Malhou | População da freguesia de Malhou | População da freguesia de Malhou | População da freguesia de Malhou | População da freguesia de Malhou | População da freguesia de Malhou | População da freguesia de Malhou | População da freguesia de Malhou | População da freguesia de Malhou | População da freguesia de Malhou |
| -------------------------------- | -------------------------------- | -------------------------------- | -------------------------------- | -------------------------------- | -------------------------------- | -------------------------------- | -------------------------------- | -------------------------------- | -------------------------------- | -------------------------------- | -------------------------------- | -------------------------------- | -------------------------------- | -------------------------------- |
| 1864                             | 1878                             | 1890                             | 1900                             | 1911                             | 1920                             | 1930                             | 1940                             | 1950                             | 1960                             | 1970                             | 1981                             | 1991                             | 2001                             | 2011                             |
| 588                              | 708                              | 935                              | 996                              | 1 136                            | 1 387                            | 902                              | 997                              | 1 011                            | 892                              | 766                              | 844                              | 801                              | 840                              | 773                              |

Nos censos de 1864 a 1911 pertencia ao concelho de Santarém. Passou a fazer parte do actual concelho pela lei nº 156, de 08/05/1914. Pelo decreto nº 15.219, de 21/03/1928, foram desanexados lugares desta freguesia para constituir a de Espinheiro.
| Distribuição da População por Grupos Etários | Distribuição da População por Grupos Etários | Distribuição da População por Grupos Etários | Distribuição da População por Grupos Etários | Distribuição da População por Grupos Etários | Distribuição da População por Grupos Etários | Distribuição da População por Grupos Etários | Distribuição da População por Grupos Etários | Distribuição da População por Grupos Etários | Distribuição da População por Grupos Etários |
| -------------------------------------------- | -------------------------------------------- | -------------------------------------------- | -------------------------------------------- | -------------------------------------------- | -------------------------------------------- | -------------------------------------------- | -------------------------------------------- | -------------------------------------------- | -------------------------------------------- |
| Ano                                          | 0-14 Anos                                    | 15-24 Anos                                   | 25-64 Anos                                   | > 65 Anos                                    |                                              | 0-14 Anos                                    | 15-24 Anos                                   | 25-64 Anos                                   | > 65 Anos                                    |
| 2001                                         | 108                                          | 117                                          | 404                                          | 211                                          |                                              | 12,9%                                        | 13,9%                                        | 48,1%                                        | 25,1%                                        |
| 2011                                         | 109                                          | 61                                           | 389                                          | 214                                          |                                              | 14,1%                                        | 7,9%                                         | 50,3%                                        | 27,7%                                        |

Média do País no censo de 2001:  0/14 Anos-16,0%; 15/24 Anos-14,3%; 25/64 Anos-53,4%; 65 e mais Anos-16,4%
Média do País no censo de 2011:   0/14 Anos-14,9%; 15/24 Anos-10,9%; 25/64 Anos-55,2%; 65 e mais Anos-19,0%

## Localização e Economia
Está localizada no extremo sul do concelho de Alcanena e engloba ainda o lugar de Chã de Cima e metade da Moita. Da sua economia de tradição rural destaca-se a produção de azeite.

## Festividades
As festividades religiosas acontecem duas vezes por ano, no mês de Fevereiro em honra de Nossa Senhora das Candeias, que se realizam no lugar da Chã de Cima, e no mês de Agosto, em honra do Divino Espírito Santo, em Malhou. Estas festividades desempenham um importante papel na animação da freguesia e das suas gentes.

## Colectividades
Na localidade existe uma dinâmica vida associativa, que muito contribui para o progresso desta bonita terra:
- Centro Cultural, Desportivo e Recreativo da Chã de Cima;
- Centro Recreativo e Cultural Malhouense:
- Associação de Caça e Pesca da Freguesia de Malhou:
- Grupo Cantares da Fonte da Bica;
- Paladinos do Futuro - Associação de Pais; e
- Clube de Karaté e Desportos do Malhou.

## Património
O Património edificado da freguesia é composto pela Igreja Matriz (Igreja do Divino Espírito Santo de Malhou), do século XVII; o Cruzeiro, datado de 1714; a capela da Nossa Senhora das Candeias, no lugar da Chã de Cima, o seu Miradouro e os Moinhos de Vento, estando dois em bom estado de conservação, de grande importância para a etnografia e arqueologia industrial, assim como diversos fontanários por toda a povoação.

## Lenda
Reza a lenda que: D. Afonso Henriques, quando ele estava a dormir um ferreiro desta terra o acordou e gritou:
-Acordem soldados! Olhem que o ferreiro já MALHOU.
E foi assim que esta localidade teve o nome de Malhou.